# Cristian Tarragona
Cristian Alberto Tarragona (Santa Fe, 9 aprile 1991) è un calciatore argentino, attaccante del Talleres (C).

## Caratteristiche tecniche
È un centravanti.

## Carriera
Cresciuto nel settore giovanile dell'Arsenal Sarandí, ha esordito fra i professionisti il 29 febbraio 2012 disputando l'incontro di Copa Argentina vinto 2-1 contro il Gen. Lamadrid.

## Palmarès

### Club

#### Competizioni nazionali
- Supercopa Internacional: 1

Talleres: 2023